# Civilistisch Appèl
Het Civilistisch Appèl (CA) is een vereniging die in Nederland, België en Luxemburg politiek actief is op basis van het civilisme, een reeks van politieke en maatschappelijke opvattingen die samengebundeld en neergeschreven zijn in het Civilistisch Manifest. De vereniging vervult zowel de functie van denktank als van drukkingsgroep.

## Geschiedenis
De vereniging werd opgericht op 2 februari 2002 door Olaf baron van Boetzelaer en gelijkgestemden onder de naam Civilistische Liga. Het gezelschap verenigde gelijkgezinden die zich terugvonden in de zienswijze van het in 2000 door van Boetzelaer gepubliceerde Civilistisch Manifest. In 2006 werd de vereniging hernoemd in Civilistisch Appèl.

## Opvattingen
Het civilisme neemt de historisch gegroeide avondlandse beschaving, met haar diverse wortels, als uitgangspunt voor haar politieke werking.
De vereniging stelt vast dat de Nederlandse en Europese beschaving in een zware crisis verkeert en noemt uitdrukkelijk individualisering, secularisatie, criminalisering, multiculturalisering, economisering en technocratisering, absurde consensus- of overlegcultuur en het failliet van onderwijs, opvoeding en partijpolitiek als voorbeelden van deze maatschappelijke crisis.
Het wil deze crisis aanpakken door deze elementen taboeloos en kordaat aan te kaarten en de alternatieven ervoor politiek gestalte geven op basis van een politiek beleid waar waarden en normen, gezin, natuur en cultuur, solidarisme, eigenheid en identiteit centraal staan.
Dit concretiseert zich in:
- Erkenning en aanvaarding van een onveranderlijke transcendentale norm, welke onafhankelijk van tijd en plaats het maatschappelijk leven dient te beheersen en gehandhaafd moet worden. Godsdienst, christelijke waarden en geestelijke waarden in het algemeen zijn van grote relevantie voor mens en maatschappij en dienen door de overheid verdedigd en bevorderd te worden. De overheid ageert dus niet waardevrij.
- De mens heeft rechten en ook plichten als lid van de burgerlijke gemeenschap waarbinnen hij leeft: de staat, de provincie, de gemeente, ... . Dat betekent dat de gemeenschap solidariteit biedt, maar ook dat die gemeenschap eisen kan en moet stellen aan wie er deel van uitmaken.
- De mens heeft rechten alsook plichten als lid van zijn natuurlijke gemeenschap, de familie. De overheid moet dus enerzijds alles doen om de gezinnen te helpen, anderzijds de gezinnen en de naaste familie aanspreken op hun verantwoordelijkheden.
- De mens heeft rechten omdat hij werkzaam is, men heeft uiteraard ook rechten op de vruchten van de arbeid, maar het kwalitatieve verschil in arbeid en het nuttigheidsaspect rechtvaardigen verschil in beloning.
- Geen individualisme en atomisering van de samenleving, geen geesteloos collectivisme, maar solidariteit en personalisme binnen de natuurlijk en historisch gegroeide geografisch bepaalde woongemeenschappen als land, provincie, gemeente en in wijder verband.
- Bevordering van de meritocratie, het aan het roer komen van de bekwaamsten, de geestelijke elite, die haar roeping moet volgen het algemeen belang te dienen.
- De kleine maar krachtige overheid dient de wet en de genomen wettige besluiten uit te voeren, indien nodig met de sterke arm van politie en justitie. Daarom moet aan de gedoogcultuur van hoog tot laag een einde worden gesteld.

In 2000 werden de basisbeginselen van het civilisme neergeschreven door Olaf van Boetzelaer in het Civilistisch Manifest.
In het voorjaar van 2008 zou het boek Het Civilisme: een politieke filosofie en zijn toepassing binnen de Benelux verschijnen van de hand van Olaf van Boetzelaer en Luc Seynave. Het is echter weinig waarschijnlijk dat dit boek ooit verscheen. In een omstandige nota uit 2014 verwees van Boetzelaar er niet naar.

## Werking
Het Civilistisch Appèl is actief op het grondgebied van Nederland, België en Luxemburg. In elk land beschikt de vereniging over een plaatselijke afdeling die de werking organiseert en centraliseert:
- In Nederland spant de vereniging zich in om de nog zoekende regerende politieke partijen in Nederland ideologisch te inspireren en bij te dragen aan een nieuw intellectueel kader.
- In België en Luxemburg spant de vereniging zich in om de voordelen van een geïntegreerde economische grensoverschrijdende samenwerking te populariseren.

De vereniging pleit voor één of andere vorm van verregaande institutionele samenwerking tussen alle, actuele en toekomstige, staatkundige entiteiten die aanwezig zijn op dit territorium in één staatkundig verband.
Elke staatkundige entiteit is in deze soeverein, en werkt onderling samen in een statenbond op basis van een confederale staatsvisie.
De vereniging spreekt zich niet uit over de concrete vorm van de aparte staatkundige entiteiten, noch de statenbond waarin deze samenwerking gerealiseerd moet worden, dat zij van ondergeschikt belang vindt.

## Kritiek
Veel kritiek op Civilistische Liga en het Civilistisch Appèl komt van linkse en antifascistische organisaties, die de vereniging betitelen als extreemrechts en ultraconservatief. Dit onder meer naar aanleiding van toespraken van voorzitter Van Boetzelaer op bijeenkomsten van het Vlaams Belang en de Van Oldebarnevelt-denktank van Nieuw Rechts.

## Publicaties
- van Boetzelaer, Olaf, Het Civilistisch Manifest, Drukkerij Van Meurs, Ridderkerk, 2000
- van Boetzelaer, Olaf, Tussen hamer en sikkel, Drukkerij Van Meurs, Ridderkerk, 2001
- van Boetzelaer, Olaf, De Civilistische Liga – Het verhaal van een politiek offensief, Uitgeverij Ipenburg, Elburg, 2005, ISBN 9070105039